# Oscar Malbernat
Oscar Miguel Malbernat Candela (La Plata, 1944. február 2. – La Plata, 2019. augusztus 9.) válogatott argentin labdarúgó, hátvéd, edző.

## Pályafutása

### Klubcsapatban
1962 és 1972 között az Estudiantes labdarúgója volt és egy bajnoki címet és három Copa Libertadorest nyert az együttessel. 1972-ben a Boca Juniors, 1973-ban a Racing Club csapatában szerepelt.

### A válogatottban
1966 és 1970 között 14 alkalommal szerepelt az argentin válogatottban.

### Edzőként
1984-ben a paraguayi Cerro Porteño, 1985-ben az uruguayi Nacional, 1986 és 1988 között az Estudiantes vezetőedzője volt. 1989 és 1994 között Ecuadorban dolgozott a Deportivo Quito, a Barcelona SC, az El Nacional, az LDU Quito csapatainál. 1993-ban, közben a paraguayi Guaraní szakmai munkáját irányította. 1995 és 2001 között a chilei Provincial Osorno, az Audax Italiano és a Cobreola vezetőedzőjeként tevékenykedett. 2002–03-ban ismét az Estudiantesnél dolgozott. 2004–05-ben a perui Universitario, majd az U. San Martín edzője volt.

## Sikerei, díjai
Estudiantes
- Argentin bajnokság
  - bajnok: 1967
- Copa Libertadores
  - győztes (3): 1968, 1969, 1970
- Copa Interamericana
  - győztes: 1968
- Interkontinentális kupa
  - győztes: 1968